# Frossos (Albergaria-a-Velha)
Frossos is een plaats en freguesia in de Portugese gemeente Albergaria-a-Velha en telt 150 inwoners (2001).